# My car規制
My car規制（日语：／）是日本為了保護風景區、自然公園等自然環境所實施的一種政策。

## 概要

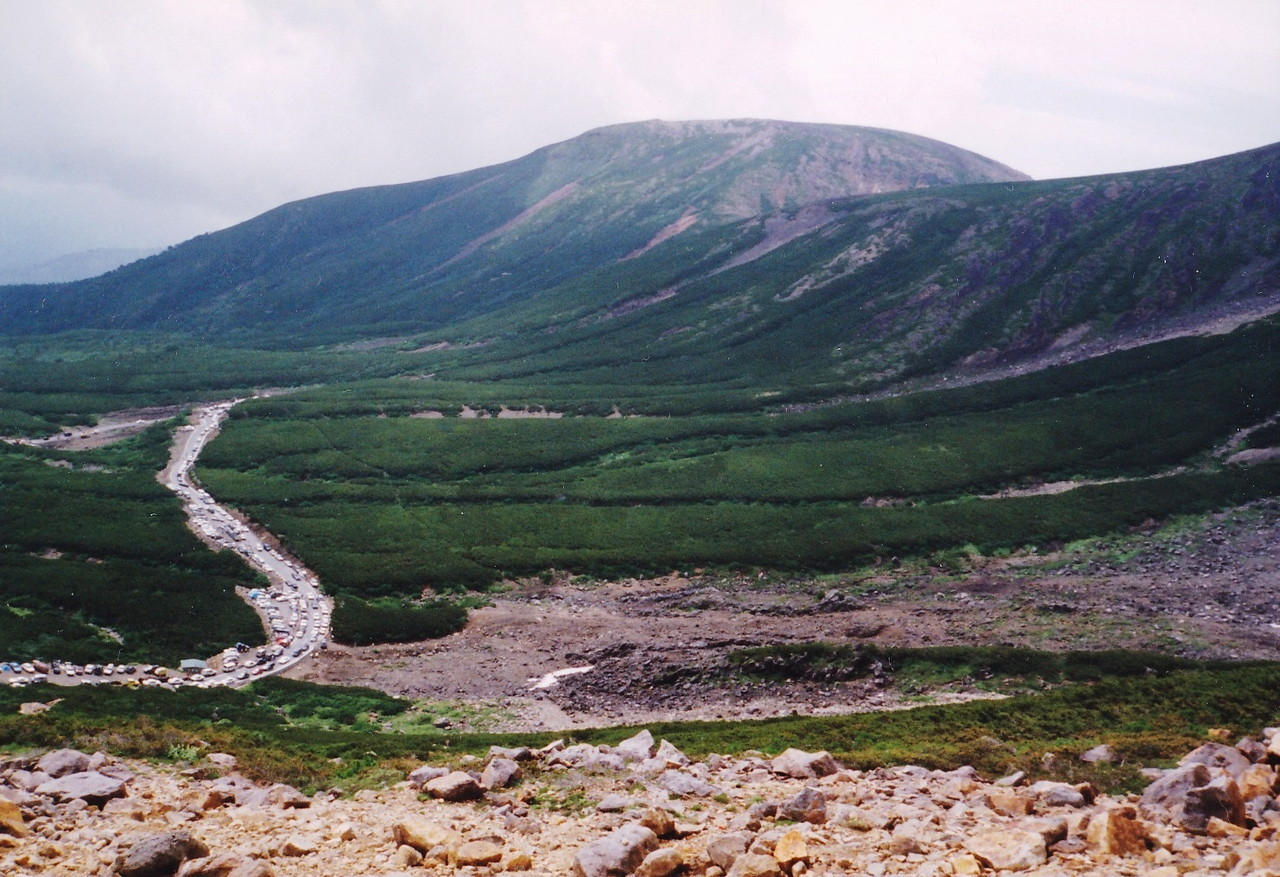
實施My car規制以前的乘鞍Eco Line終點，可見大量車輛湧入造成交通堵塞

由於私家車一度大量湧入觀光地，時常造成道路堵塞與環境破壞。因此，當地為了抑制車流而在固定期間限制公共運輸以外車輛通行，此稱「My car規制」。為配合此政策，當地會在限制區域外設置停車場，讓民眾能開車抵達停車場再轉乘公共運輸前往目的地（停車換乘）。
此制度最早出現於1975年的上高地，之後逐漸擴展至日本全國各地。一般而言，實施者多為道路管理者、自治體等組成的營運協議會。

## 實例
以下記載的「全年」、「特定季節」不代表該期間「全日」禁止。具體內容請參照當地資訊網站。
- 北海道
  - 知床（北海道道87號知床公園羅臼線及北海道道93號知床公園線（日语：北海道道93号知床公園線）。全年）

- 岩手縣
  - 早池峰山（岩手縣道25號紫波江繋線（日语：岩手県道25号紫波江繋線）。特定季節）

- 秋田縣
  - 秋田駒岳（秋田縣道127號駒岳線（日语：秋田県道127号駒ケ岳線）。特定季節與週末）

- 福島縣、群馬縣、新潟縣
  - 尾瀨（群馬縣道·福島縣道1號沼田檜枝岐線（日语：群馬県道・福島県道1号沼田檜枝岐線）等。全年）

- 栃木縣
  - 奧日光（日语：奥日光）（日光市道1002號赤沼千手線。全年）

- 山梨縣、靜岡縣
  - 富士山（富士山Skyline（日语：表富士周遊道路）及富士SUBARULINE（日语：富士山有料道路）。特定季節）

- 山梨縣・長野縣
  - 赤石山脈（山梨縣營南阿爾卑斯林道、伊那市營林道南阿爾卑斯線（日语：南アルプススーパー林道）。全年）

- 長野縣
  - 上高地（長野縣道24號上高地公園線（日语：長野県道24号上高地公園線）。全年）
  - 木曾駒岳（長野縣道75號駒根駒岳公園線（日语：長野県道75号駒ヶ根駒ヶ岳公園線）。全年）

- 長野縣、岐阜縣
  - 乘鞍岳（乘鞍Skyline（日语：乗鞍スカイライン）及長野縣道84號乘鞍岳線（日语：長野県道84号乗鞍岳線）。全年）

- 富山縣
  - 立山（富山縣道6號富山立山公園線（日语：富山県道6号富山立山公園線）。全年）

## 允許進入車輌
- 許可車（日语：通行禁止道路通行許可証）（包含路線巴士（日语：路線バス）、計程車、出租車等）、緊急車輛

## 関連項目
- 通行禁止道路通行許可證（日语：通行禁止道路通行許可証）

## 外部連結
- 富士山My car規制（页面存档备份，存于） - 靜岡縣
- 乘鞍Skyline My car規制資訊（页面存档备份，存于） - 飛驒乘鞍觀光協會